# P21-aktivierte Kinasen
p21-aktivierte Kinasen (PAK) sind eine Enzymfamilie, die zu den Serin/Threonin-Proteinkinasen zählt. Dabei werden diese Kinasen durch das Protein CDK-Inhibitor 1 (p21) aktiviert. Die Aktivität von PAK1, PAK2 und PAK3 wird durch das Binden an die Rho-GTPasen Rac und CDC42 stimuliert, während PAK4, PAK5 und PAK6 unabhängig von Rho-GTPasen agieren. PAK spielen eine wichtige Rolle bei zahlreichen zellulären Prozessen, z. B. bei der Signaltransduktion, Organisation des Cytoskeletts, zellulären Morphogenese, Gentranskription und dem Überleben der Zelle.

## Eigenschaften

### Struktur und Aktivierung
Spezifisch für die Gruppe I der PAK ist deren autoinhibitorische Domäne (engl. autoinhibitory domain, AID), welche sich mit der GTPase-Bindungsdomäne (GBD) überlappt und somit eine wichtige Rolle für die PAK-Aktivierung spielt. Durch das Binden an CDC42 oder Rac wird eine Autophosphorylierung eingeleitet, die zur Aktivierung der Kinasen führt. Die Inhibition erfolgt durch Dimerisierung, bei der die AID an die Proteinkinase-Domäne bindet.
Gruppe II besitzt dagegen AID-ähnliche Domänen. Sie enthält ein autoinhibitorisches Pseudosubstrat (engl. autoinhibitory pseudosubstrate, PS), wie z. B. die AID, und sich neben der GBD befindet. Das PS ist eine prolinreiche Region und ist in der Lage mit Proteinen zu interagieren, die eine SH3-Domäne beinhalten. Autoinhibitorische Pseudosubstrate werden von der Proteinkinase-Domäne erkannt, was zur Interaktion zwischen den Domänen und zur Inhibition führt. Durch Binden an einer SH3-Domäne wird die Interaktion durch Autophosphorylierung unterbrochen und führt zur Aktivierung.

### Organisation des Cytoskeletts
Die Effektoren CDC42 und Rac sind als Regulatorproteine des Cytoskeletts bekannt. Hauptsächlich regulieren PAK das Cytoskelett mithilfe polymerisierter Aktinstrukturen durch Bildung von Filopodien und Lamellipodien; ebenfalls beteiligen sie sich an der Organisation von Mikrotubuli.
Ebenfalls spielen Myosine eine wichtige Rolle bei Organisation des Cytoskeletts. Die Gruppe I phosphoryliert in Nervenzellen ein Serinrest der leichten Kette des Myosins (MLC). Dadurch wird das polymersierte Aktin stabilisiert und kann somit die Bildung von Dornenfortsätzen regulieren. Außerdem phosphorylieren sie die leichte Kette des Myosin IV, das am Membrantransport und an der Zellmigration beteiligt ist.
Ein weiteres Substrat für beide Gruppen ist die LIM-Kinase 1 (LIMK1). Bei Phosphorylierung des Proteins wird auch das Protein Cofilin phosphoryliert, das die Depolymerisierung von Aktin hemmt, um so die Aktinfilamente zu stabilisieren. Filamin A ist ein weiteres regulatorisches Protein. Es gehört zu den Aktin-bindenden Proteinen (ABP) und verbindet Aktinfilamente mit der Zellmembran. Dabei wird Filamin A durch PAK1 phosphoryliert, um so die Kontrolle der Aktinstabilität zu gewährleisten. Filamin A kann sich ebenfalls an die GBD von PAK1 binden, um somit seine Kinaseaktivität zu stimulieren. Des Weiteren beteiligt sich der Arp 2/3-Komplex auch an der Organisation des Cytoskeletts. Dabei kontrolliert er die Aktinnukleation und die Verzweigung der Aktinfilamente. Durch Phosphorylierung der Untereinheit 1B des Arp 2/3-Komplexes (p41) wird die Anordnung des Komplexes im Zellkortex migrierender Zellen stimuliert und somit wichtig für die Zellmotilität ist.

### PAK in Krebs
PAK werden auch als Ursache für diverse onkogene Signaltransduktionen angesehen. Des Weiteren wurde bewiesen, dass PAK die Zellproliferation fördern, die Apoptose regulieren, sowie mitotische Abnormitäten beschleunigen, sodass es zur Tumorbildung und Zellinvasivität führt. Alterationen in der PAK-Expression wurden in menschlichen Tumoren entdeckt. Somit sollen zukünftig neue therapeutische Methoden entwickelt werden.

## Unterfamilien
Die menschliche PAK-Familie beinhaltet sechs Serin/Threonin-Proteinkinasen, die sich in zwei Unterfamilien unterteilen lässt, das auf der Struktur der verschiedenen Proteindomänen und der Regulation basiert:
| Gruppe I (Gruppe A) | Funktion |
| ------------------- | --- |
| PAK1                | interzelluläre Signaltransportprozesse von Integrinen und Rezeptorkinasen, Zellmigration, Zelladhäsion, Proliferation, Apoptose, Mitose, Gentranskription, Steuerung des Zellzyklus, Vesikel-Transportprozesse |
| PAK2                | Signaltransduktion, Regulation des Cytoskeletts und der Zellmotilität, Steuerung des Zellzyklus, der Apoptose und der Zellproliferation                                                                        |
| PAK3                | Signaltransduktion, Zellmigration, Regulation des Cytoskeletts und des Zellzyklus |

| Gruppe II (Gruppe B) | Funktion |
| -------------------- | --- |
| PAK4                 | Signaltransduktion, Regulation des Cytoskellets, Zellmigration, Zellwachstum, Zellproliferation, Überleben der Zelle |
| PAK5                 | Regulation des Cytoskeletts, Zellmigration, Zellproliferation, Überleben der Zelle                                   |
| PAK6                 | Gentranskription, Regulation des Cytoskeletts                                                                        |

## Inhibition
Die p21-aktivierte Kinasen können auch als Inhibitoren wirken. Dabei phosphorylieren die PAK spezifische Proteine, damit die Regulation verschiedener zellulärer Prozesse ermöglicht wird.
| Regulation der Zellproliferation durch Phosphorylierung von: |
| ERα                                                          |
| β-Catenin                                                    |
| MEK1                                                         |
| CRAF                                                         |

| Regulation der Zellmotilität durch Phosphorylierung von: |
| LIMK                                                     |
| MLCK                                                     |
| Merlin                                                   |
| STMN1                                                    |

| Regulation des Zellüberlebens durch Phosphorylierung von: |
| NF-κB                                                     |
| BAD                                                       |